# كاستريل (غرناطة)
بلدية كاستريل (بالإسبانية: Castril) هي بلدية تقع في مقاطعة غرناطة التابعة لمنطقة أندلوسيا جنوب إسبانيا.

## الديموغرافيا
بلغ عدد سكان بلدية كاستريل 2.402 نسمة عام 2011 (وفقاً للمعهد الوطني الإسباني للإحصاء).
| 3.067 | 3.093 | 2.656 | 2.565 | 2.571 | 2.465 | 2.402 |

## أعلام
- بيلار ديل ريو